# Sorority House Massacre II
Sorority House Massacre II ou Sorority House Massacre II: Frenzy Night é um filme de terror trash de 1990 dirigido por Jim Wynorski e protagonizado por Melissa Ann Moore, Gail Harris (creditado como Robyn Harris) e Stacia Zhivago.

## Enredo
Cinco garotas promovem uma irmandade mas depois descobrem que na casa que compraram houve um massacre.

## Elenco
- Gail Harris como Linda
- Melissa Moore como Jessica
- Stacia Zhivago como Kimberly
- Barbii como Suzanne
- Dana Bentley como Janey
- Jürgen Baum como Lt. Mike Block
- Toni Naples como Sgt. Phyliss Shawlee
- Mike Elliott como Eddie
- Bridget Carney como Candy
- Peter Spellos como Orville Ketchum